# Mihály Mayer (biskup)
Mihály Mayer (ur. 31 stycznia 1941 w Kisdorog) – węgierski biskup rzymskokatolicki niemieckiego pochodzenia, biskup diecezjalny Peczu w latach 1989–2011.

## Biografia
Mihály Mayer urodził się 31 stycznia 1941 w Kisdorog, w komitacie Tolna, na Wysoczyznach Zadunajskich. Szkołę średnią ukończył w Bonyhád. Studia filozoficzno-teologiczne odbył w Győr w latach 1959–1964. Święcenia kapłańskie przyjął 21 czerwca 1964. Pracował w parafiach w: Simontornya (1964-1966), Pincehely (1966-1967), Tamási (1967-1972), Dunaföldvár (1972-1985), Szekszárd (1985-1988). 23 grudnia 1988 został przez papieża Jana Pawła II prekonizowany biskupem pomocniczym diecezji peckiej ze stolicą tytularną Giru Marcelli. Sakrę biskupią otrzymał 11 lutego 1989 w katedrze w Ostrzyhomiu. Udzielił mu ich kard. László Paskai, prymas Węgier, któremu asystowali László Dankó, arcybiskup Kalocsy, i István Seregély, arcybiskup jagierski. Jako dewizę biskupią przyjął słowa Gaudium nostrum Dominus (Pan naszą radością). Po przejściu na emeryturę bpa Józsefa Cserhátiego został biskupem Peczu 3 listopada 1989. 17 sierpnia 1991 przyjmował w Peczu papieża Jana Pawła II podczas jego Podróży apostolskiej na Węgry. Bp Mayer był współkonsekratorem bpa László Bíró, który przyjął sakrę biskupią 21 maja 1994. W 2008 uczestniczył w wizycie Ad limina. Jego rezygnację z urzędu przyjął 11 stycznia 2011 papież Benedykt XVI. Na stolicy biskupiej w Peczu zastąpił bpa Mayera bp György Udvardy.
Od 2006 bp Mayer jest honorowym obywatelem miasta Pecz.